# Biały Dom (Biszkek)
Biały Dom – budynek zlokalizowany w centrum Biszkeku, stolicy Kirgistanu. Jest przykładem architektury późnomodernistycznej inspirowanej neoklasycznymi tendencjami socrealistycznymi. Oficjalna siedziba administracji rządowej oraz rezydencja prezydenta Kirgistanu, w której przyjmuje on szefów rządów oraz głowy państw przebywających w kraju podczas oficjalnych wizyt.
Został wybudowany w 1985 roku. W przeszłości był siedzibą partii Komunistycznej Kirgiskiej SRR. Odbywały się tu zamieszki, będące częścią tulipanowej rewolucji w 2005, następne rozruchy miały miejsce w 2010 roku, a kolejne w 2020. Podczas protestów w 2010 wybuchł pożar, który uszkodził jego fragmenty i zniszczył wiele ważnych dokumentów rządowych, które się w nim znajdowały.

## Protesty z 2005 roku
24 marca 2005 na ulicach kirgiskiej stolicy zgromadziło się ponad 10 tysięcy ludzi. Doszło do starć zwolenników prezydenta Askara Akajewa z opozycją. Demonstranci oprócz Białego Domu zajęli również siedzibę państwowej telewizji. Kilka godzin później Sąd Najwyższy Kirgistanu unieważnił wybory parlamentarne przeprowadzone w lutym i marcu 2005 roku. W tym samym czasie prezydent Akajew wraz z rodziną opuścił Biszkek i udał się do Kazachstanu (inne źródła podają Moskwę), a dotychczasowy premier Nikołaj Tanajew podał się do dymisji. Wskutek tych wydarzeń tymczasowym prezydentem kraju został przewodniczący parlamentu Iszenbaj Kadyrbiekow. Funkcję nowego rządu sprawowała Koordynacyjna Rada Jedności Narodowej na czele z przywódcą dotychczas opozycyjnego Ludowego Ruchu Kirgistanu, Kurmanbekiem Bakijewem.

## Rewolucja z 2010
W 2010 roku pałac prezydencki znów znalazł się w centrum rewolucji. 7 kwietnia protestujący w Biszkeku wypełnili plac Ała-Too i otoczyli Biały Dom. Policja początkowo zastosowała gaz łzawiący, jednak po tym, jak dwie ciężarówki próbowały staranować bramę posiadłości, użyto ostrej amunicji. Co najmniej czterdziestu jeden demonstrantów zginęło. Po ustąpieniu protestów budynek przejął rząd tymczasowy. W następstwie zamieszek ustalono, że pożar, który go objął, zniszczył przechowywane w nim dokumenty. Spekulowano, że zniszczenie to prawdopodobnie skomplikuje ściganie byłego prezydenta Kurmanbeka Bakijewa.